# Xysticus cochise
Xysticus cochise là một loài nhện trong họ Thomisidae.
Loài này thuộc chi Xysticus. Xysticus cochise được Willis J. Gertsch miêu tả năm 1953.